# Ryanair

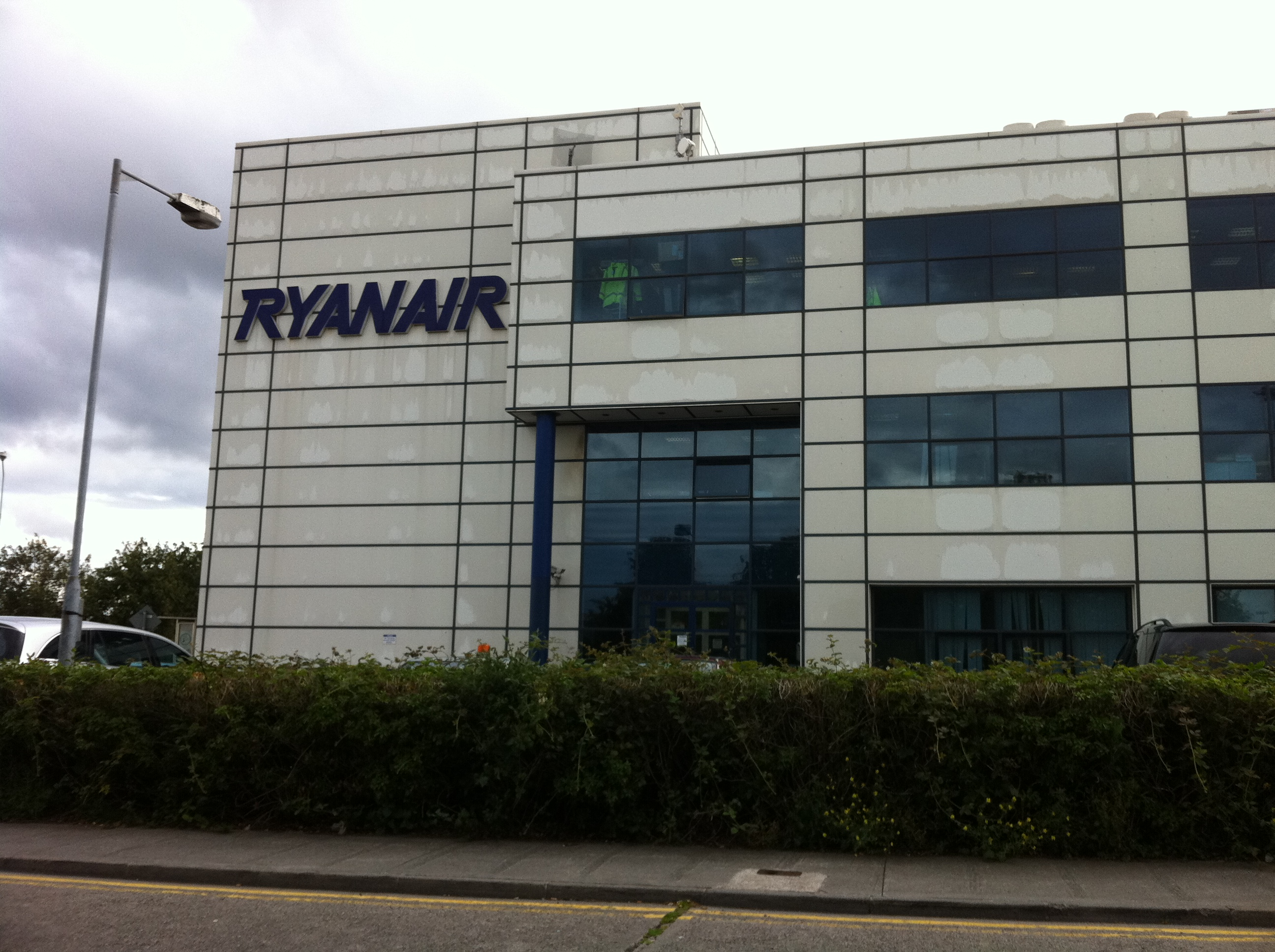
Het hoofdkantoor van Ryanair

Ryanair is de grootste lagekostenluchtvaartmaatschappij voor internationale vluchten in Europa. Daarnaast is het een van de weinige prijsvechters die daadwerkelijk winstgevend is. Het Ierse bedrijf werd opgericht in 1985 door de Ierse zakenman Tony Ryan. Men startte als een "reguliere" maatschappij, maar veranderde enkele jaren later van koers en richtte zich op Europa met vluchten volgens het zogenoemde no frills-concept. Men kopieerde de succesformule van Southwest Airlines uit de Verenigde Staten.

## Geschiedenis
Ryanair werd in 1985 opgericht door Christy Ryan, Liam Lonergan en Tony Ryan (naar wie de maatschappij is vernoemd). De maatschappij begon met een Embraer EMB 110 Bandeirante, met vluchten tussen de luchthaven van Waterford en Londen Gatwick. Vanaf 1986 volgden er meer routes en stegen de passagiersaantallen. Hoewel de passagiersaantallen in de daaropvolgende jaren stegen, draaide de maatschappij verlies en werd herstructurering noodzakelijk. Michael O'Leary werd in 1991 aangesteld om de maatschappij winstgevend te maken. Hij besloot Ryanair om te vormen tot een goedkope luchtvaartmaatschappij. O'Leary wist met deze hervormingen van Ryanair een winstgevend bedrijf te maken. Het bedrijf bleef in de jaren daarna groeien.
Het businessmodel van de maatschappij is zeer succesvol: de basisvluchtkosten zijn laag maar alle extra's kosten extra geld en ook andere onderdelen leveren veel geld op, zoals strakke onderhandelingen met (potentiële) bestemmingen, een uitgekiende website en andere kostenbesparende maatregelen.
Als een gevolg van de Brexit hebben de aandeelhouders niet woonachtig in de Europese Unie hun stemrecht verloren. Deze maatregel was noodzakelijk om als luchtvaartmaatschappij van de Europese Unie te blijven vliegen. Voor deze maatregel was zo'n 20% van de aandelen in handen van beleggers in het Verenigd Koninkrijk. Deze maatregel blijft van kracht zolang het aandeel van aandeelhouders woonachtig in de Europese Unie minder dan 50% is, dit was 42% per 31 maart 2022. Verder is de beursnotering op de London Stock Exchange gestaakt en is de notering overgegaan naar Euronext Dublin.
In het eerste halfjaar van het boekjaar 2023/24 realiseerde Ryanair een nettowinst van € 2,2 miljard. Naar aanleiding van deze goede resultaten besloot het bestuur om in 2024, voor het eerst sinds haar beursgang in 1997, een dividend uit te keren. Ryanair wil jaarlijks een kwart van de winst ná belastingen uitkeren aan de aandeelhouders.

## Routes en bases

Landen met bestemmingen van Ryanair

Ryanair onderhoudt met name routes binnen Europa en naar Marokko en Israël. Dit doet Ryanair vanuit 88 bases waarmee 33 landen met elkaar verbonden zijn. Daar zijn meestal één of meerdere toestellen gestationeerd. In Nederland onderhoudt Ryanair routes vanuit Eindhoven, Amsterdam Schiphol en Maastricht. In België heeft Ryanair twee grote bases, waarvan een op Brussels Airport (Zaventem) en een op Brussel Charleroi.
In Europa zijn Londen-Stansted en Dublin de belangrijkste hubs voor Ryanair. Tevens is de luchthaven van Dublin de thuisluchthaven van Ryanair. Waar voorheen met name gevlogen werd op secundaire luchthavens zoals Weeze (Düsseldorf), Hahn (Frankfurt am Main) en Sandefjord (Oslo) - aangezien daardoor kosten bespaard worden - vliegt Ryanair ook op primaire luchthavens die vaak nabij grote steden liggen of waar intercontinentaal gevlogen wordt, bijvoorbeeld Londen-Gatwick, Athene en Oslo-Gardermoen.
Daarnaast vliegt Ryanair ook routes naar bestemmingen gericht op de vakantieganger, bijvoorbeeld naar Faro, Gran Canaria, Girona (Barcelona) en Palma de Mallorca.

## Succesformule
Ryanair verdient aan de extra diensten die ze leveren. Voor extra's moet worden bijbetaald, bijvoorbeeld het inchecken van bagage, het inchecken op de luchthaven, priority boarding, gebruik van creditcards en voor eten of drinken in het vliegtuig. Het geheim zit ook in besparen:
- De vloot van Ryanair bestaat uit circa 500 nagenoeg identieke vliegtuigen (Boeing 737-800 en Boeing 737-MAX 8200), wat het onderhoud goedkoper en eenvoudiger maakt.
- Bij de nieuwste vliegtuigen ontbreken verstelbare rugleuningen zodat er minder kans is op defecten aan de stoelen.
- De stoelzakken aan de rugleuningen ontbreken, dit bespaart gewicht en schoonmaaktijd en maakt het aanschaffen van vliegtuigen eveneens goedkoper.
- De toestellen worden zo veel mogelijk in de lucht gehouden met een korte ‘omdraaitijd’ van het vliegtuig (±25 minuten) voor een zo hoog mogelijk rendement.
- Ryanair verdient geld met reclame in en op de vliegtuigen. De bagagebakken zijn regelmatig voorzien van reclame voor hotels en websites, reclameboodschappen worden afgespeeld via de omroepinstallatie en enkele vliegtuigen zijn 'vliegende reclameborden'.

Verreweg het grootste deel van de verkoop (98%) gaat via de website, wat een besparing oplevert. Ryanair heeft in 2014 zijn website vernieuwd naar aanleiding van de klachten die de maatschappij ontving over de oude website. De nieuwe website straalt meer rust en ruimte uit en heeft de mogelijkheid om hotels, autohuur, verzekeringen, etc. bij te boeken.

## Beperkingen

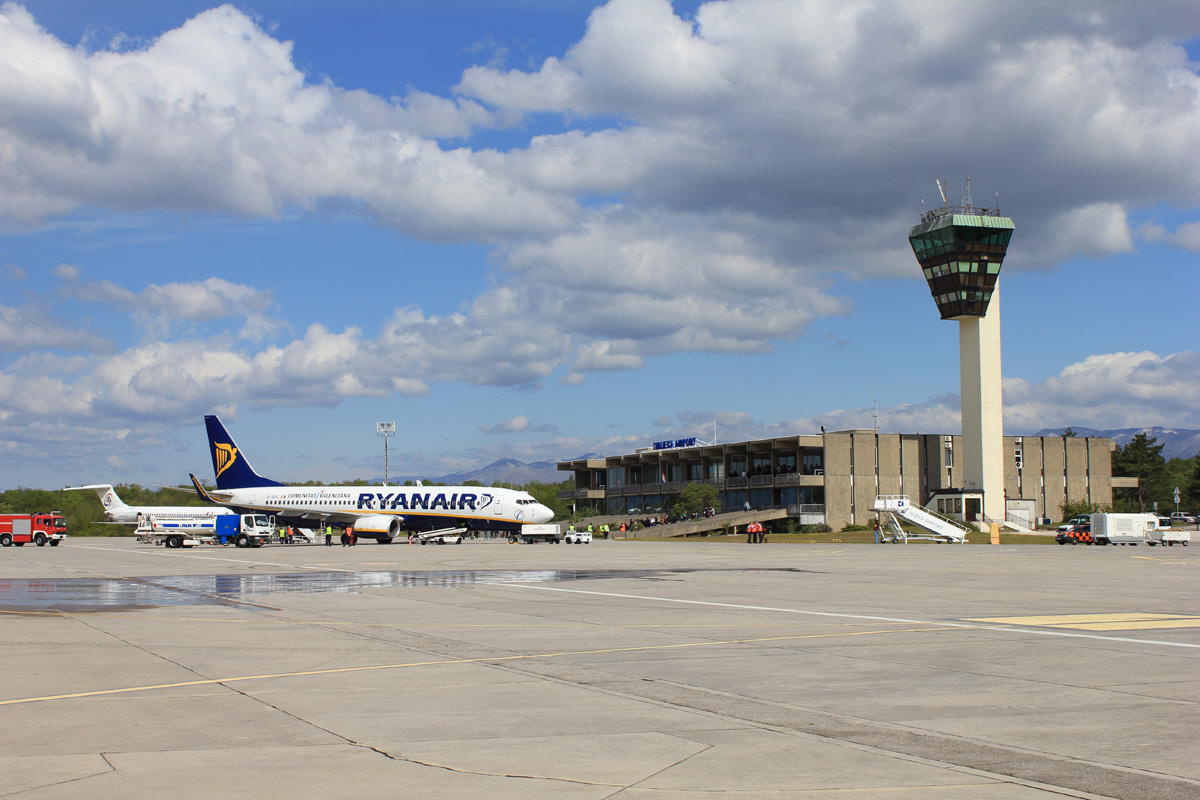
Ryanair op de luchthaven Rijeka

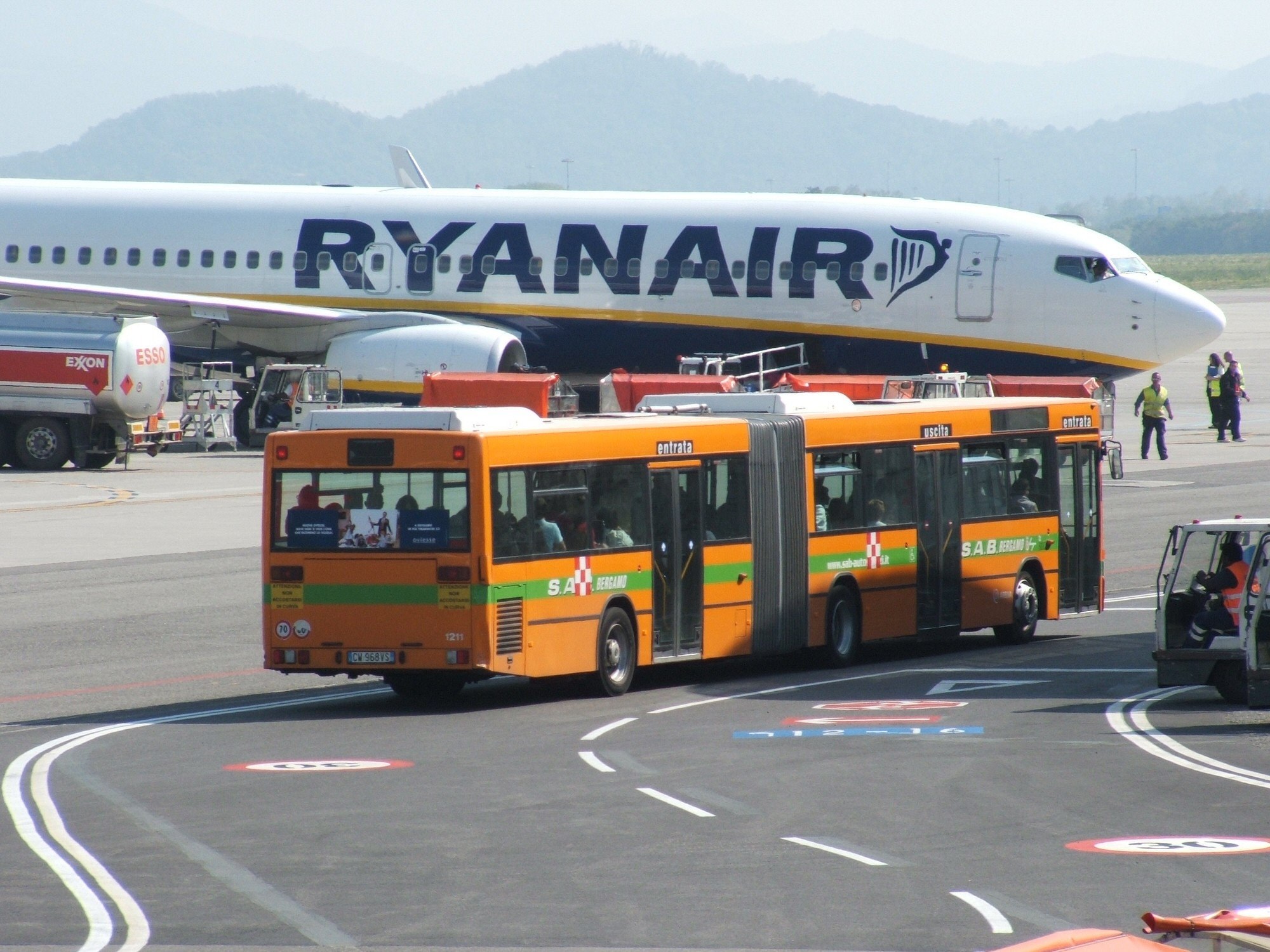
Boeing 737-800 Ryanair in Milaan (Bergamo)

Er is soms kritiek op de beperkingen in het vervoersaanbod van Ryanair. Zo vliegt Ryanair niet op alle grote luchthavens, maar op kleinere die zich vaak op grotere afstand van de aangeduide stad bevinden. Zo vliegt men op Bergamo (in plaats van Milaan), Treviso (Venetië), Weeze (Düsseldorf), Nyköping (Stockholm), Västerås (Stockholm), et cetera.
Ryanair hanteert een strikt beleid met betrekking tot de bagage en aanwezigheidstijden. Handbagage voor in het vliegtuig mag niet meer dan 10 kilogram wegen en bagage die in de laadruimte van het vliegtuig gaat mag niet meer wegen dan 20 kilogram. Elke passagier mag maximaal twee tassen inchecken. Ryanair vraagt in landen die de euro hanteren een bedrag van € 10 per kilo als er sprake is van overbagage.
Passagiers die te laat komen, komen het vliegtuig niet meer in, zelfs niet als het vliegtuig vertraging heeft en de passagier daardoor nog voor vertrek bij de gate kan komen. De incheckbalie wordt standaard 40 minuten voor de geplande vertrektijd gesloten.
Sinds 1 februari 2014 maakt Ryanair gebruik van toegewezen stoelnummers. Passagiers hoeven niet langer bij het instappen onderling de zitplaatsen te verdelen. Wel kan de klant tegen meerprijs 'priority boarding' bijboeken, wat inhoudt dat hij of zij eerder het vliegtuig in mag dan de overige passagiers. Sinds enige tijd kunnen stoelen tegen een vergoeding gereserveerd worden. Deze optie is niet verplicht maar geeft wel garantie om bij elkaar te kunnen zitten. Anders krijgt men bij het afdrukken van de instapkaart willekeurig een stoelnummer toegewezen.

## Vlootinformatie

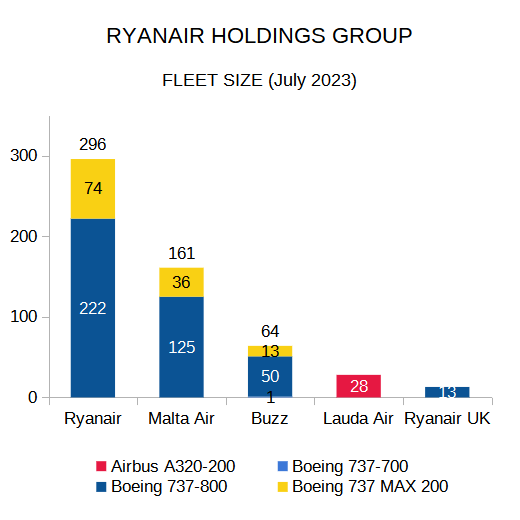
Ryanair Holdings Group vloot grootte

## Resultaten

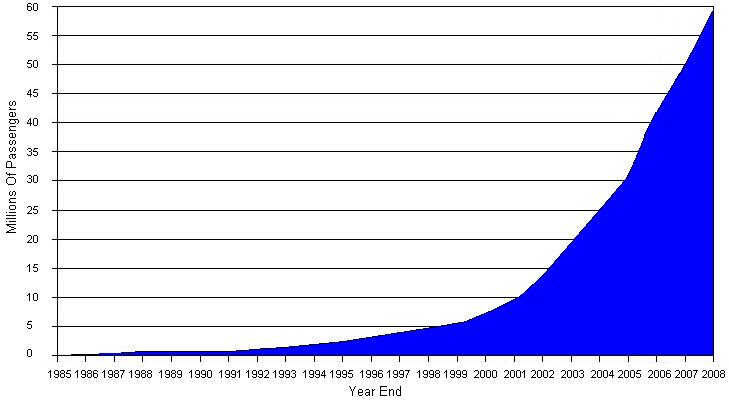
Passagiersaantallen (1985-2007)